# Alfrocheiro
Alfrocheiro, häufig auch Alfrocheiro Preto, ist eine vor allem in der Denominação de Origem Controlada (DOC) Dão (Portugal) beheimatete autochthone Rotweinsorte.

## Herkunft
Autochthone Rotweinsorte aus Portugal. Sie wurde bereits im Jahr 1791 von Coelho Seabra erwähnt. Nach DNA-Analysen ist sie genetisch nahe verwandt mit den Sorten ‘Carrasquín’, ‘Prieto Picudo’ und ‘Bastardo’ (‘Bastardo’).
Aus der Kreuzung Cayetana Blanca x Alfrocheiro sind folgende Siorten entstanden:
- Camarate – Kreuzung mit Cayetana Blanca
- Carrasquín – genetische Beziehung
- Casculho – Kreuzung mit Cayetana Blanca
- Castelão Francês – Kreuzung mit Cayetana Blanca
- Cornifesto – Kreuzung mit Cayetana Blanca
- Carrega Tinto – Kreuzung mit Hebén
- Jampal – Kreuzung mit Cayetana Blanca
- Juan García – Kreuzung mit Cayetana Blanca
- Malvasia Fina – Kreuzung mit Hebén
- Malvasia Preta – Kreuzung mit Cayetana Blanca
- Moreto do Alentejo – Kreuzung mit Cayetana Blanca
- Prieto Picudo – genetische Beziehung
- Trincadeira das Pratas – Kreuzung mit Hebén
- Trousseau Noir (Bastardo) – genetische Beziehung

## Verbreitung
In Dão gilt die Alfrocheiro Preto als wichtigste Rotweinsorte. Aber auch in anderen Landesteilen, etwa im Alentejo, Bairrada und Ribatejo wird sie wegen ihrer kräftigen Farbe und Dichte gern als Cuvée-Partner in vielen Weinen verwendet. 2010 betrug die Anbaufläche in Portugal 1.180 ha. Unter dem Synonym Baboso Negro wird sie auch auf den Kanarischen Inseln (Spanien) angebaut.

## Ampelographische Sortenmerkmale
- Die Blätter sind mittel bis stark fünflappig. Das Blatt ist kaum gezahnt.
- Die Traube ist lang und dichtbeerig.

Reife: früh

## Eigenschaften
Die Sorte treibt spät aus, ist sehr ertragreich und empfindlich gegen die Grauschimmelfäule und den Echten Mehltau.

## Wein
Reinsortig ausgebaute Weine sind farbkräftige, fruchtigfrische Rotweine oder  Roséweine mit einem Bukett von roten Früchten, etwa Kirschen und Erdbeeren. Am Gaumen präsentieren sie sich kraftvoll, dicht und mit feinen fruchtigen und würzigen Akzenten. In der Regel sind die Weine zum raschen Genuss bestimmt.

## Synonyme
Synonyme: 18: Albarin Franzen, Albarin Negrin, Albarin Negro, Albarin Tinto, Albarinon, Alfrocheiro Preto, Alfrucheiro, Alfurcheiro, Alphorcheira Preto, Baboso Negro, Bastardo Negro, Brunal, Caino Gordo, Negrona, Tinta Bastardinha, Tinta Francesa de Viseu, Tinta Francisca de Viseu, Tinto Serodo.